# Forráskút
Forráskút är en by belägen strax utanför den ungerska staden Szeged cirka 15 mil söder om Budapest. Byn har  2 175 invånare (2019).
En känd person från byn är den ungerska sångerskan Szilvia Péter Szabó från gruppen NOX.